# Де Микко, Кирк
Кирк Де Микко (англ. Kirk DeMicco; род. 15 мая 1969) — американский аниматор, наиболее известный по таким мультфильмам, как «Мартышки в космосе», «Семейка Крудс», «Виво» и «Руби Гильман: Приключения кракена-подростка».

## Биография
Кирк Де Микко родился и вырос в штате Нью-Джерси, США. Имеет итальянское происхождение. Учился в средней школе Рамапо. В 1991 году, окончив Университет Южной Калифорнии с двойной специализацией в области экономики и политологии, он провёл три года в Италии. Там он работал журналистом, брал интервью у представителей итальянской киноиндустрии для специализированного журнала о кинобизнесе. После возвращения в США он начал свою карьеру в агентстве Уильяма Морриса в Нью-Йорке, а затем, по приглашению агента по поиску талантов Ли Столлмана, переехал в офис компании в Лос-Анджелесе.
Первым проектом Де Микко, который принёс ему доход, стал сценарий «День в ноябре». Он продал его компании Warner Bros. и продюсеру Арнольду Копельсону за 1 миллион долларов, а затем подписал контракт на написание «Волшебный меч: В поисках Камелота». Следующим проектом Де Микко стал фильм «Бешеные скачки», который он написал и спродюсировал для режиссёра Фредерика Дю Чау. Затем он работал сценаристом над мультфильмом «Кролик пушистик», а позже — над «Каспер: Школа страха». Де Микко адаптировал комикс Джека Кирби «Новые боги».
Также Де Микко является создателем и исполнительным продюсером документального фильма «HALO: Воины свободного падения» на канале Discovery.
В 2008 году он выступил в роли сценариста и режиссёра фильма «Мартышки в космосе», который был создан по заказу Джона Х. Уильямса и его анимационной студии Vanguard Animation. Этот фильм был вдохновлён историей Хэма, первого шимпанзе, отправившегося в космос.

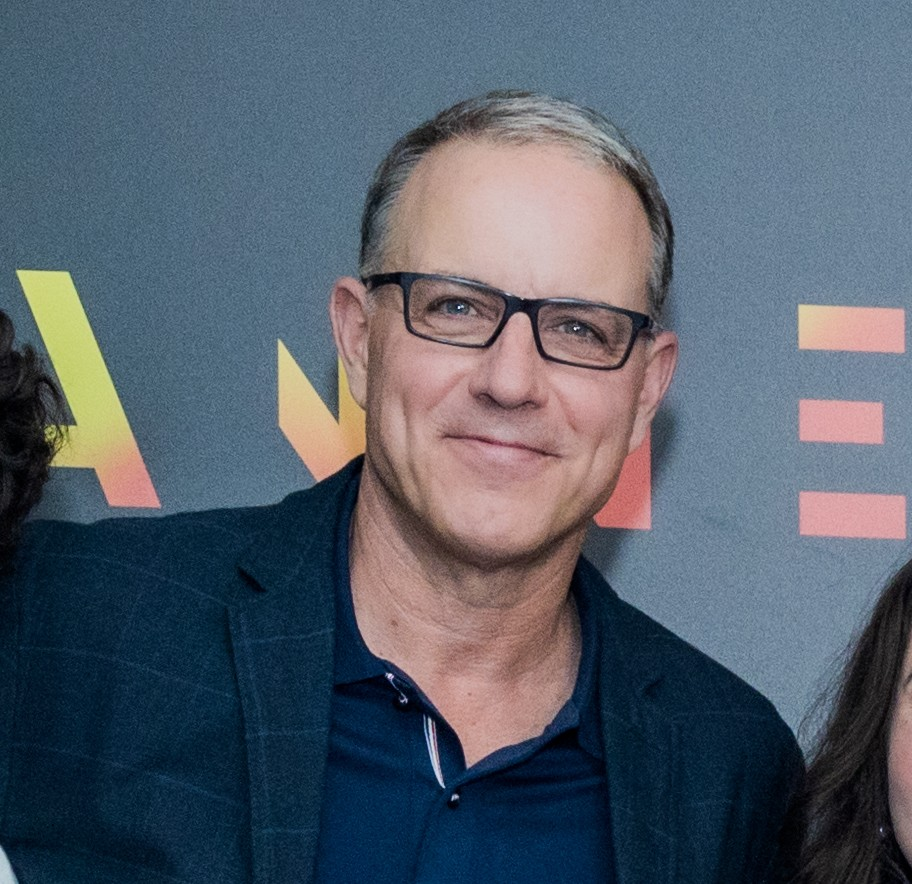
Де Микко на Международном фестивале анимационных фильмов в Анси в 2023 году

В 2013 году Де Микко написал сценарий и стал сорежиссёром анимационного фильма «Семейка Крудс» от DreamWorks Animation, совместно с Крисом Сандерсом. Сценарий фильма Де Микко начал писать в 2005 году в соавторстве с Джоном Клизом. «Семейка Крудс» собрала более 582 миллионов долларов в мировом прокате и была номинирована на премию «Оскар» за лучший анимационный фильм. Также фильм был номинирован на «Золотой глобус». После успеха «Семейки Крудс» Де Микко и Сандерс работали над продолжением на протяжении трёх с половиной лет. Однако в конце 2016 года проект был закрыт, а год спустя возобновлён с Джоэлом Кроуфордом в качестве режиссёра.
В декабре 2016 года стало известно, что Де Микко станет режиссёром «Виво» для Sony Pictures Animation, премьера которого состоялась 30 июля 2021 года.
В марте 2023 года было объявлено, что Де Микко станет режиссёром анимационного комедийного фильма для подростков «Руби Гильман: Приключения кракена-подростка», заменив первоначального режиссёра Пола Тиббита, который покинул проект. Премьера фильма состоялась 30 июня 2023 года.

## Фильмография

### Режиссёр
- 2008 — «Мартышки в космосе» / Space Chimps
- 2013 — «Семейка Крудс» / The Croods
- 2021 — «Виво» / Vivo Ruby Gillman, Teenage Kraken
- 2023 — «Руби Гильман: Приключения кракена-подростка» / Ruby Gillman, Teenage Kraken

### Сценарист
- 1998 — «Волшебный меч: В поисках Камелота» / Quest for Camelot
- 2005 — «Бешеные скачки» / Racing Stripes
- 2005 — «Кролик пушистик» / Here Comes Peter Cottontail: The Movie (история)
- 2006 — «Каспер: Школа страха» / Casper’s Scare School (история)
- 2008 — «Мартышки в космосе» / Space Chimps
- 2013 — «Семейка Крудс» / The Croods
- 2020 — «Семейка Крудс: Новоселье» / The Croods: A New Age (история)
- 2021 — «Виво» / Vivo
- 2025 — «The Twits» (история)

### Продюсер
- 2005 — «Бешеные скачки» / Racing Stripes (сопродюсер)

## Награды и номинации
- 2014 — номинация на «Оскар», «Лучший анимационный фильм» / («Семейка крудс»)
- 2014 — номинация на «Золотой глобус» / («Семейка крудс»)